# Italo Reno & Germany

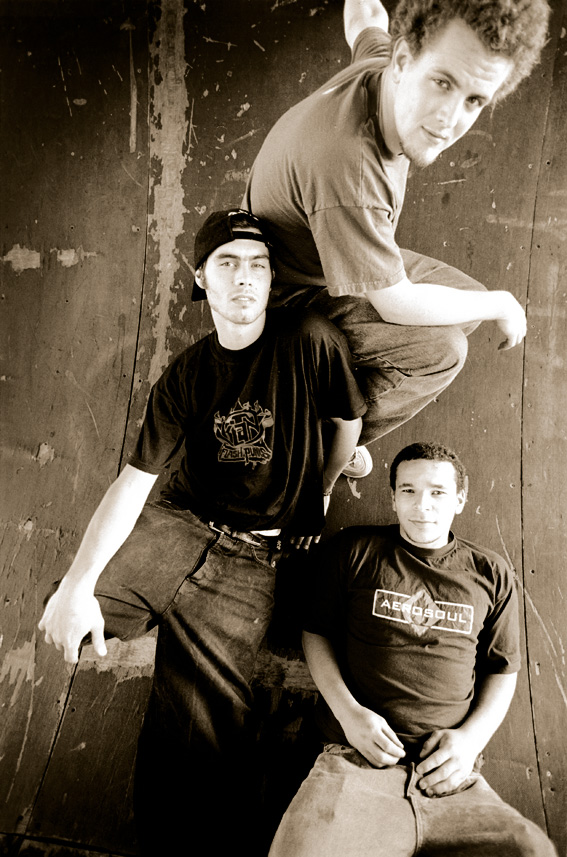
Der Klan im Ruhrpott 1999

Italo Reno & Germany (bürgerlich Enrico Di Ventura und Denis Lindahl) ist eine deutsche Hip-Hop-Formation aus der ostwestfälischen Stadt Minden und besteht aus den beiden Rappern Italo Reno und Germany.

## Werdegang
Die beiden waren vorher schon Bestandteil der 1996 gegründeten Gruppe Der Klan, zusammen mit Lord Scan, der auch rappte und die Beats produzierte. In dieser Zeit entstanden eine EP namens Ultimate Chiefrockers und ein Album namens Flash Punks, die beide auf Put Da Needle To Da Records veröffentlicht wurden. Nach der Auflösung des Klans unterschrieb das Duo bei dem Label Alles Real Records des Rappers Curse und nannte sich ab da Italo Reno & Germany. Sie veröffentlichten ein Mixtape namens Big Minden und ein Album namens Hart aber Herzlich über Alles Real Records. Sowohl Italo Reno als auch Germany veröffentlichten im November 2007 ein Soloalbum. Germanys Album Die Stunde der Wahrheit wurde am 16. November 2007 veröffentlicht und Renos Album Zu schön um wahr zu sein am 30. November 2007. Beide Alben wurden bei Alles Real Records veröffentlicht.

## Diskografie
Als Der Klan:
- 1999: Ultimate Chiefrockers (EP, Put Da Needle To Da Records)
- 2000: Flash Punks (Album, Put da needle to da records)

Als Italo Reno & Germany:
- 2003: Big Minden (Mixtape, Alles Real Records)
- 2004: Bitch! (Single, Alles Real Records)
- 2004: Hart aber Herzlich (Album, Alles Real Records)

Solo-Alben „Italo Reno“
- 2007: „Zu schön um Wahr zu sein“

Solo-Alben „Germany“
- 2007: „Die Stunde der Wahrheit“
- 2020: "Der innere Kreis"[2]